# Sulibrat
Sulibrat – staropolskie imię męskie, złożone z dwóch członów: Suli- ("obiecywać" albo "lepszy, możniejszy") i -brat ("brat"). Może oznaczać "ten, który uczyni swojego brata (swoich braci) możniejszym(i)".